# هواوی پی۵۰
هواوی پی۵۰ (انگلیسی: Huawei P50) و هواوی پی۵۰ پرو تلفن‌های هوشمند مبتنی بر هارمونی‌اواس هستند که توسط هواوی طراحی و عرضه شده‌اند.
این گوشی‌ها در ۲۱ ژوئیه ۲۰۲۱ و به‌عنوان جانشین هواوی پی۴۰ معرفی شدند